# Louis Amade
Louis Amade (Illa (Rosselló), 13 de gener de 1915 - París, 4 d'octubre de 1992) va ser un alt funcionari de policia nord-català que assolí els càrrecs de prefecte hors cadre, així com escriptor i lletrista de cançons.
Era fill de l'escriptor en català i felibre Joan Amade. Diplomat universitari, ingressà al cos de policia i el 1937 fou agregat al prefecte de l'Erau. El 1947 es va instal·lar a París, on el 1958 esdevindrà conseller tècnic del Prefecte de la Policia de París. Ha estat un dels lletristes d'Édith Piaf. Aquesta li va presentar el jove Gilbert Bécaud. Immediatament van treballar plegats i proposaren Les Croix a Edith Piaf qui l'enregistrà en 1953. Louis Amade esdevingué el mentor de Bécaud i li va proposar que es dediqués a cantar. Va ser un dels principals lletristes de Bécaud, i fou el principal autor de la lletra de L'important c'est la rose, una part des textes de L'Opéra d'Aran o el poema L'enfant à l'étoile en què Bécaud va fer una cantata.

## Obres

### Narracions
- La Ferme aux genêts, Ed. Le Hublot. 1945
- L'Escale avant le jour, Ed. Chantal. 1946
- Fontargente, Ed. Ferenczi. 1948
- Passez votre chemin, Ed. Ferenczi, 1951.
- Pardonnez - leur, Ed. Ferenczi, 1953.

Els dos darrers foren reeditats en 1991 i 1992 i han estat difoses per l'Association des Amis de Louis Amade. Paris

### Contes i novel·les
- Vingt ans… bonnes vacances, Ed. Chantal, 1946
- Fortunio, conte il·lustrat per Joseph Alfonsi. Obra de tiratge limitat, editat en 1992 per l'Association en hommage au poète. Comporta manuscrit, biografia i bibliografia de Louis Amade. El pròleg és de Gilbert Bécaud.

### Obres autobiogràfiques
- Il faut me croire sur paroles, Ed. Julliard, 1973
- Vous nous chanterez bien quelque chose, Ed.Julliard, 1976
- Et ce sera ta passion de vivre, Amade raconte Bécaud, Hachette/RTL, 1982

### Obres d'art
- Le Zodiaque, poemes, litografies de Peynet, Ed. des Maîtres contemporains. 1979
- Les Vieux métiers, Ed. D'Art de Lutèce. 1983

### Reculls de poemes
- Septimanie de Novembre i Noël en Septimanie : Tirages à part de la revue d'art SEPTIMANIE, Noël 1938 - Nouvel An 1939)
- Soir bleu : Tirage à part de la revue d'art SEPTIMANIE -1939
- Tempête étoilée, Ed. Artaud, 1942
- Le Diable se noie le vendredi, Ed. Lachèvre, 1949
- Le Père Noël des wagons lits, Ed. Ferenczi, 1952
- Chef-lieu la Terre, Seghers, 1959
- L'Éternité + un jour, Seghers, 1966
- Les Métairies lointaines, Seghers, 1969
- Cent mille ans d'étoiles, Seghers, 1972
- Les Elohim ou la Quatrième dimension, Seghers, 1976
- Rajuste ta couronne et pars Coquelicot, Seghers, 1979
- Les quatre saisons, Poèmes, Ed. D'Art de Lutèce. 1980
- L'Enfant sur l'épaule, Seghers, 1981
- Moi, je passais, Seghers, 1984 (Grand Prix Alfred de Vigny)
- Les Chevaux blancs de Salamanque, Seghers, 1986
- La sagesse de porcelaine, Seghers, 1988
- La sainte fragilité de l'Arlequin, Seghers, 1990
- On peut mourir pour un sourire, Seghers, 1991
- Prends ton manteau d'étoiles, Poèmes inédits. Obra pòstuma editada per la Galerie LE SUD /Association des Amis de Louis Amade. Paris. 2000

### Teatre
- Déportés : Pièce en un acte. Éditions Pierre Farré, 1946

### Composicions de Gilbert Bécaud
- 1952: Les croix
- 1953: C'était mon ami
- 1953: La ballade des baladins
- 1956: La corrida
- 1957: Les Marchés de Provence
- 1959: Pilou pilou hé (cantat per Dalida)
- 1960: L'absent (cantat per Jean-Claude Pascal)
- 1962 : L'Opéra d'Aran
- 1964: T'es venu de loin
- 1965: Quand il est mort le poète
- 1967: L'important c'est la rose
- 1981: Je ne fais que passer

### Composicions de Charles Dumont
- Inconnu excepté de Dieu
- Cinq minutes qui viennent